# واليس هاريسون

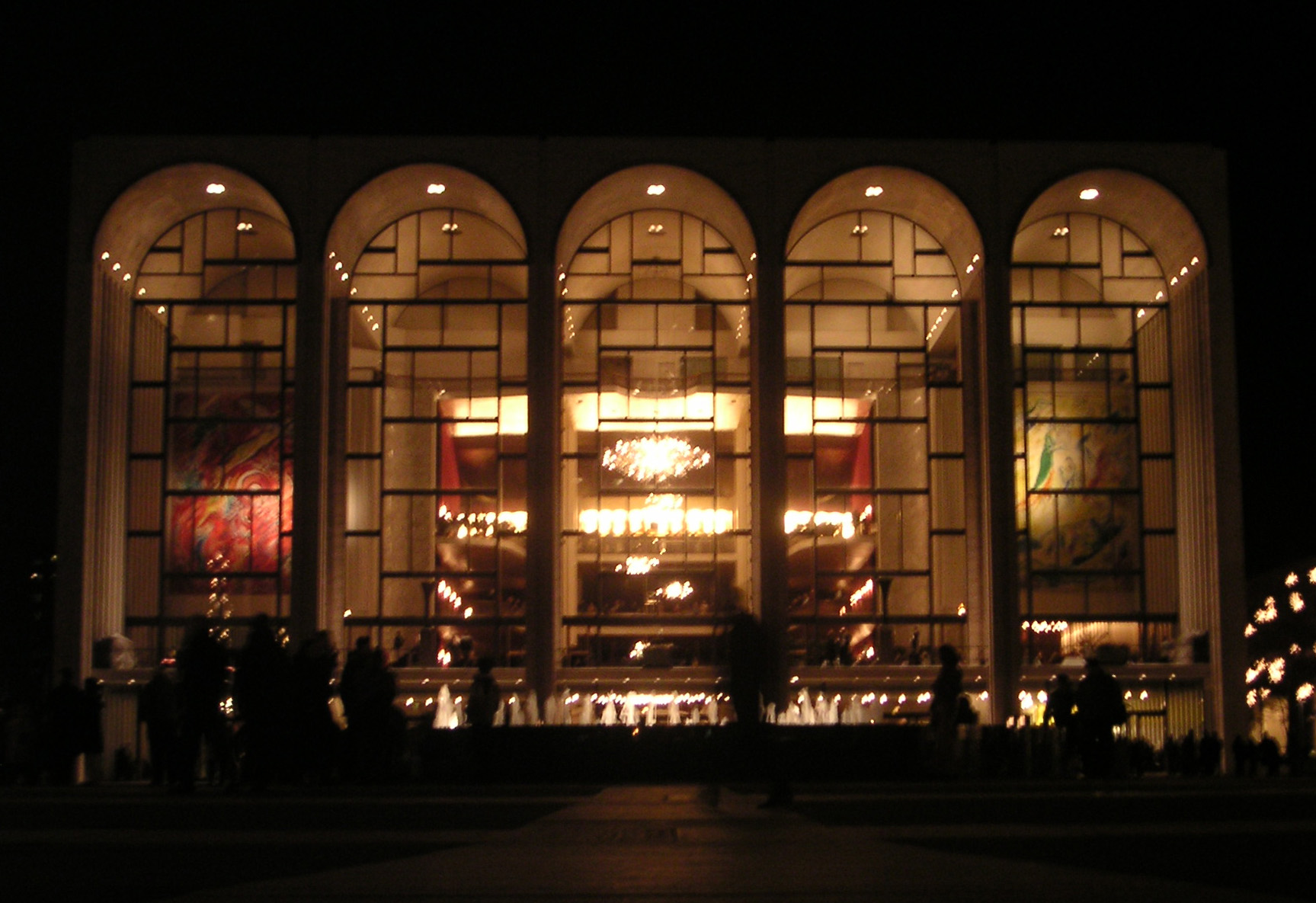
مبنى الأوبرا في مركز لنكولن للفنون الأدائية، نيويورك. أحد أعمال هاريسون.

واليس هاريسون (بالإنجليزية: Wallace Harrison ؛ 1895-1981) معمار أمريكي. صمم العديد من المشاريع في الولايات المتحدة، وخصوصًا في نيويورك، من أهمها مجمع مقر الأمم المتحدة، مبنى الأوبرا في مركز لنكولن للفنون الأدائية، وساحة إمباير ستيت.
تم انتخاب هاريسون في عام 1938 ليكون عضوًا فعالاٌ في الأكاديمية الوطنية للتصميم، وقد أصبح أكاديميًا فيها عام 1948. كما أصبح أيضًا عضوًا في الهيئة الأمريكية للفنون الجميلة في عام 1955 حتى عام 1959. وقد نال عدد من الجوائز، أهمها جائزة جمعية المعماريين الأمريكان (AIA) في عام 1967.

## روابط خارجية
- واليس هاريسون على موقع الموسوعة البريطانية (الإنجليزية)
- واليس هاريسون على موقع مونزينجر (الألمانية)